# Distrikt Yamón
Der Distrikt Yamón liegt in der Provinz Utcubamba in der Region Amazonas in Nord-Peru. Der Distrikt wurde am 5. Februar 1861 gegründet. Er besitzt eine Fläche von 136 km². Beim Zensus 2017 wurden 3220 Einwohner gezählt. Im Jahr 1993 lag die Einwohnerzahl bei 3777, im Jahr 2007 bei 3064. Sitz der Distriktverwaltung ist die etwa 1030 m hoch gelegene Ortschaft Yamón mit 125 Einwohnern (Stand 2017). Yamón befindet sich 34 km südsüdwestlich der Provinzhauptstadt Bagua Grande.

## Geographische Lage
Der Distrikt Yamón liegt am rechten Flussufer des nach Nordwesten strömenden Río Marañón im Südwesten der Provinz Utcubamba. Der Distrikt erstreckt sich über die Westflanke der peruanischen Zentralkordillere.
Der Distrikt Yamón grenzt im Südwesten an die Distrikte Cujillo und Santo Tomás (beide in der Provinz Cutervo), im Nordwesten an den Distrikt Cumba, im Nordosten an den Distrikt Bagua Grande sowie im Südosten an den Distrikt Lonya Grande.

## Ortschaften
Neben dem Hauptort gibt es folgende größere Ortschaften im Distrikt:
- El Palto (468 Einwohner)
- Perlamayo (216 Einwohner)
- San Ramon (305 Einwohner)